# Xã Cherry Grove, Quận Goodhue, Minnesota
Xã Cherry Grove (tiếng Anh: Cherry Grove Township) là một xã thuộc quận Goodhue, tiểu bang Minnesota, Hoa Kỳ. Năm 2010, dân số của xã này là 397 người.